# Janosz Witeź

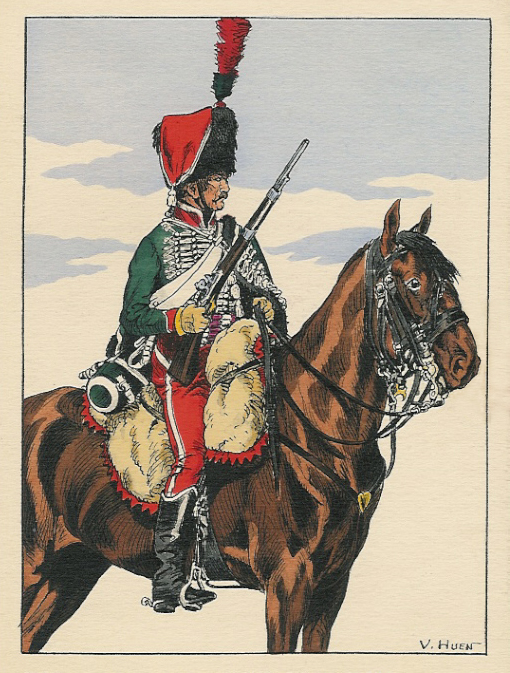
Huzar z początku XIX wieku

Janosz Witeź (węg. János vitéz), także Wojak Janosz – poemat węgierskiego romantycznego poety Sándora Petőfiego, opublikowany w 1845. Utwór opowiada w baśniowej konwencji przygody dzielnego huzara, który z Węgier wyrusza do Francji na wojnę z Turkami. Utwór jest napisany średniówkowym dwunastozgłoskowcem.
Poemat przekładali na język polski Władysław Sabowski (jako Wojak Janosz, 1869) i Seweryna Duchińska (jako Janosz Witeź, 1871).